# Cantón de Schwyz
El cantón de Schwyz (SZ, en alemán Schwyz, en francés Schwytz, en italiano Svitto, en romanche Sviz, antiguamente en español Suiz) es un cantón de Suiza Central y uno de los cuatro cantones boscosos (Waldstätten). El cantón está cercado por el lago de los Cuatro Cantones al sur y el lago de Zúrich al norte. 
En la capital se conservan los archivos nacionales de la Confederación Suiza en el Museo Nacional de los Pactos federales (Bundesbriefmuseum), en el que se muestra el Pacto de 1291 por el cual los cantones de Schwyz, Uri y Unterwalden se declararon independientes del Sacro Imperio.

## Toponimia
El término Schwyz habría aparecido en el año 972 para designar el nombre de los suittes, los pueblos que vivían en la región. Este nombre vendría a su vez del alto alemán antiguo Suedan que significa quemar, recordando que los habitantes quemaban los bosques de los alrededores para construir o cultivar la tierra. 
El nombre del cantón deriva de su capital, la ciudad de Schwyz. Debido a que el cantón de Schwyz era el más importante y próximo a los dominios austríacos de los tres cantones primitivos, su nombre se generalizó rápidamente para designar toda la Antigua Confederación en el siglo XIV, es decir, Schwyz le dio nombre a Suiza como país. La forma con diptongo Schweiz, que viene del medio-alto alemán, se difundió después como designación del Estado, mientras que la forma local (sin diptongo) fue tomada como Suisse en francés.

## Historia
En el norte del cantón, cerca del lago de Zúrich, se han encontrado indicios de un poblamiento de la zona desde hace 5000 años. Se han hallado vestigios que datan de la Edad de Piedra y de la Edad del Bronce.
El territorio del Cantón de Schwyz, como toda la Suiza Central, fue conquistada por el Imperio romano.
La era romana concluyó en 401, cuando Estilicón retiró a todas las tropas del Rin. Esto abrió el paso para la subsecuente y aparentemente no violenta toma de posesión de Suiza occidental por los burgundios —colocados ahí por Aecio en 443 para servir como escudo contra los invasores hunos— y de Suiza septentrional y central por los alamanes. Estos asentamientos fijaron la división cultural y lingüística más importante que existe en la Suiza moderna: las áreas burgundias se convertirían en la  Romandía francófona, mientras que la población en la mitad nororiental todavía habla variantes del alemánico.
El cristianismo no llegó hasta el siglo VII.
En el siglo X la abadía de Einsiedeln se vuelve más poderosa y la abadía controla los territorios circundantes, gran parte de los cuales se encuentran fuera de los límites actuales del cantón. La economía se benefició del tráfico que discurría por el paso de San Gotardo, pero los beneficios atrajeron a otros poderosos como los Habsburgos.
Por su parte, la región del burgo de Schwyz parece ser al principio una comunidad de campesinos libres. Sin embargo, la región estaba bajo la autoridad de los Condes de Zúrich, a cuya cabeza se encontraban los Habsburgo. En diciembre de 1240 recibe de Federico II la Inmediación imperial en agradecimiento de los refuerzos militares prestados por la región, con lo cual la soberanía de los Habsburgo sobre la zona llegó a su fin. Los Habsburgo no reconocieron el decreto del Emperador y tras varios altercados, Schwyz vuelve a su zona de influencia.
El 1 de agosto de 1291, el cantón de Schwyz, junto con los cantones de Uri y Unterwalden formó la Confederación de los III cantones. La alianza se plasmó en la firma de un Pacto Federal (Bundesbrief), y en 1307 también por el Juramento de Rütli. En 1309 tras la huelga en la región de la March, logran de Enrique VII que reconozca los derechos de libertad de la Confederación de los Tres cantones, y aseguran su libertad con la victoria en la batalla de Morgarten en 1315.
Los gobernantes de Schwyz fueron expandiendo poco a poco su influencia en la región. Tras algunas batallas como la de Sempach en 1386, el territorio se amplía considerablemente. De hecho, la soberanía de Schwyz se extiende gracias a las guerras y las compras de tierras a los austríacos. Así, Schwyz logra controlar Einsiedeln, la March y Küssnacht am Rigi. La Reforma Protestante fue combatida con éxito y la región permaneció fiel a la fe católica. En la batalla de Kappel en 1531, las tropas de Schwyz lograron vencer a las del reformador Ulrico Zuinglio, que murió en la batalla.
Entre 1798 y 1803 el cantón de Schwyz fue integrado en el cantón de Waldstätten como parte de la República Helvética. Tras la disolución de la República Helvética y gracias al Acta de Mediación de Napoleón, Schwyz recuperó su independencia y al mismo tiempo se le cedió Gersau, que hasta entonces había sido un territorio independiente, aliado de los Waldstätten. Esto causó la división del cantón; en 1830 se creó el cantón Schwyz exterior, pero este se reunificó en 1833. En 1845 el cantón se unió a la liga separatista católica Sonderbund, pero ésta fue derrotada en 1847 por la Confederación Helvética y los cantones de la alianza fueron reintegrados en la Confederación.
La constitución de 1848 puso fin a la asamblea pública (Landgemeinde). La constitución ha sido revisada en 1876 y 1898.

## Geografía

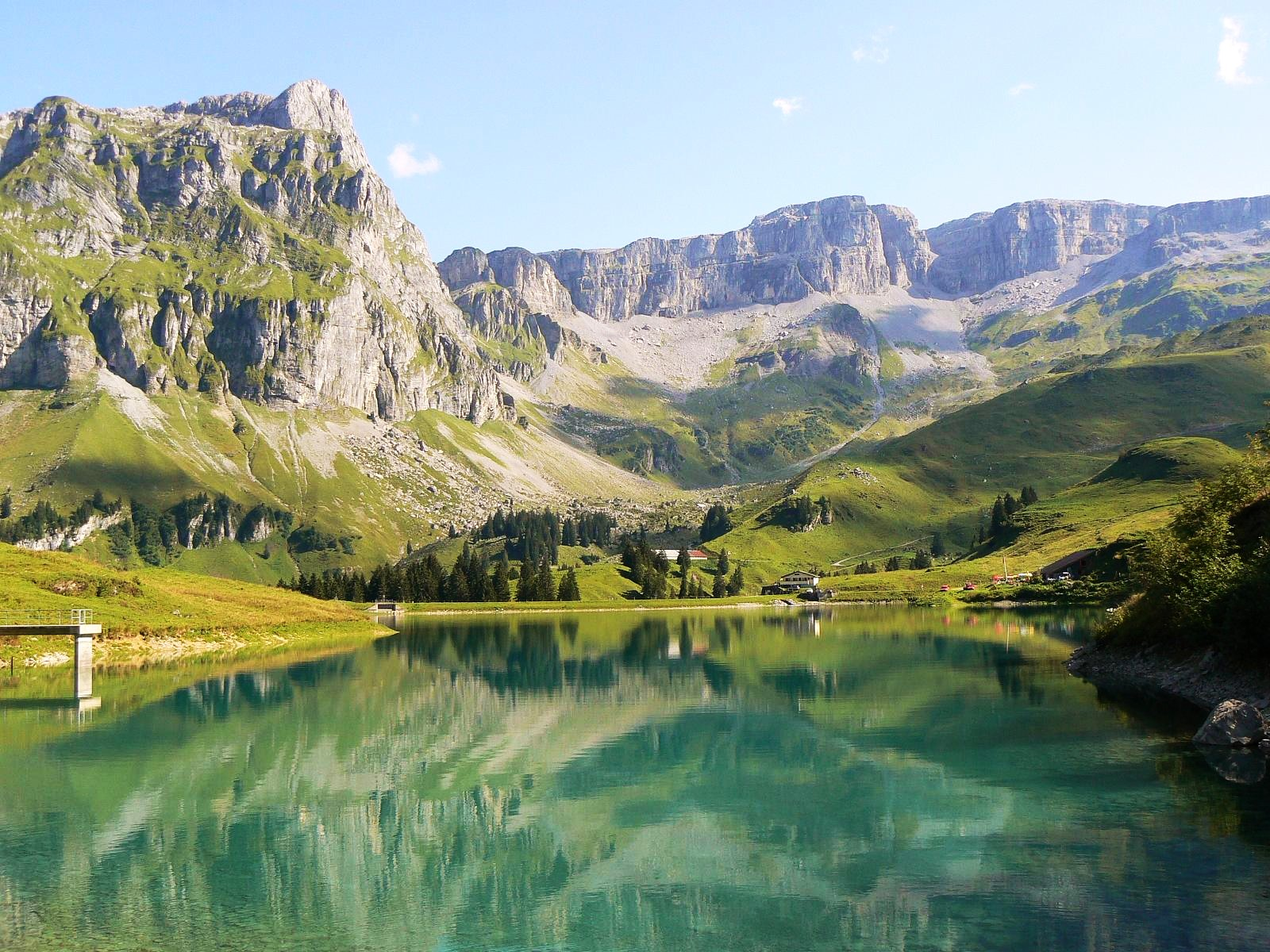
Lago en el Muotathal.

El cantón de Schwyz está ubicado en la región de Suiza Central. Las tres cuartas partes del territorio están cubiertas por colinas en vez de montañas en los prealpes suizos, lo que permite que estas tierras sean aptas para la agricultura. De la tierra productiva, cerca de 240 km² están cubiertos de bosques. Los lagos ocupan 65 km². Esta región está compuesta por parte del lago de los Cuatro Cantones y del lago de Zúrich, una pequeña parte del lago de Zug y otros lagos más pequeños como el lago de Lauerz (Lauerzersee) y el lago del Sihl (Sihlsee), que están completamente al interior del cantón. Además, el cantón es bañado por los ríos Sihl y el Muota.
El territorio cantonal limita con los cantones de: Zug, Zúrich y San Galo al norte, con Glaris al este, con Uri y Nidwalden al sur, y con Lucerna al oeste.
El punto más alto es el Bös Fulen con 2.802 m s. n. m., aunque la montaña más famosa del cantón es el Rigi (Kulm, 1.798 m s. n. m., y Scheidegg, 1.665 m s. n. m.). La superficie total del cantón es de 908 km².

## Demografía
El cantón de Schwyz cuenta con cerca de 152 759 habitantes en 2014. El 72% de la población afirma ser de creencia católica, mientras que el 12% declaran ser protestantes. A nivel lingüístico, la lengua oficial del cantón es el alemán, hablado por el 89,9% de la población. El dialecto alemán suizo hablado en la región pertenece a la familia del Hochalamanisch, sólo el distrito de Höfe habla la variante del Zürichdeutsch (alemán de Zúrich).

## Economía

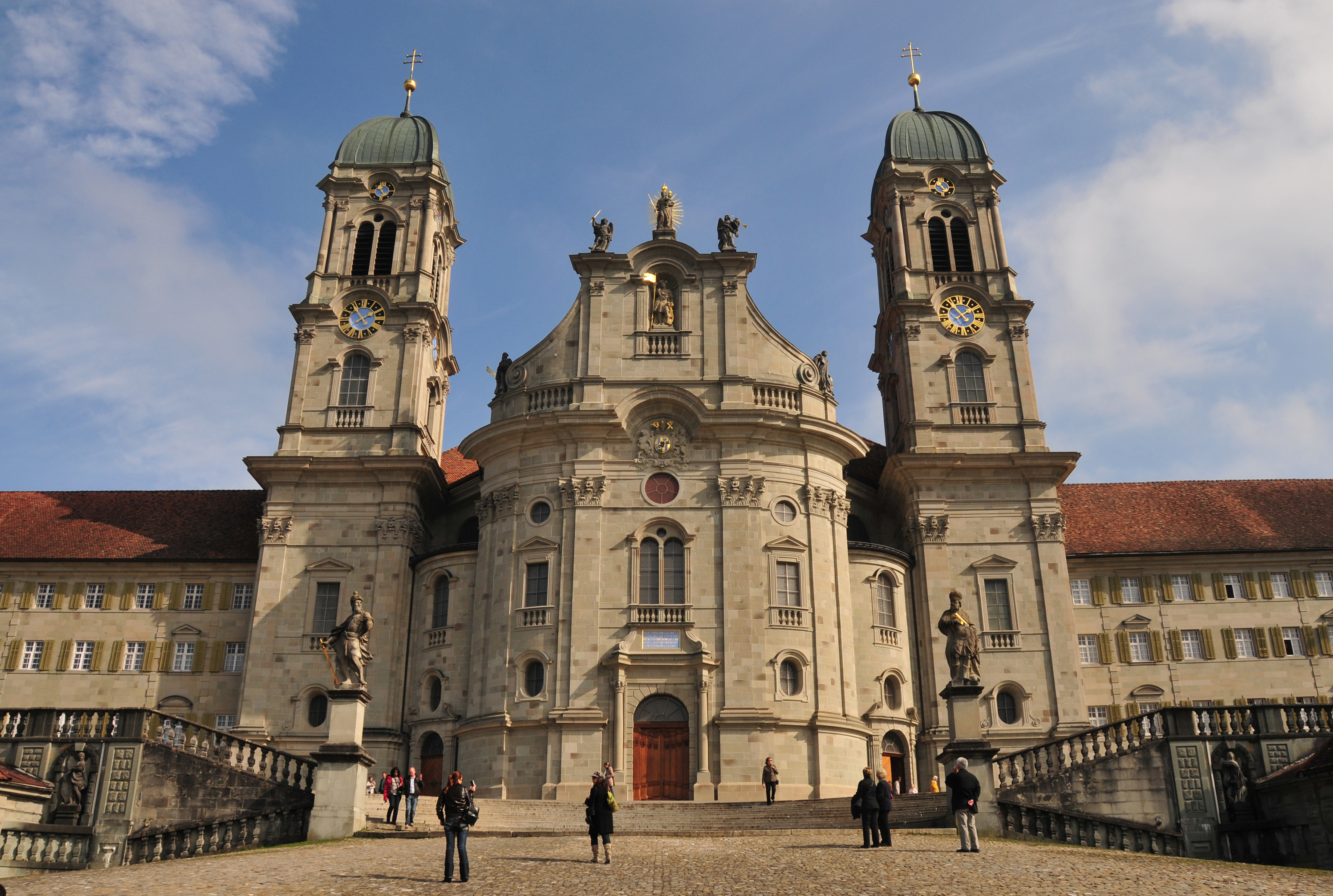
Abadía de Einsiedeln.

Gran parte del cantón depende de la agricultura. La raza de bovinos local es famosa. Los textiles fueron de gran importancia para el cantón, pero ahora la producción casi ha cesado. La población se concentra alrededor de la capital Schwyz, en la que se encuentran varias fábricas de artículos de lujo.
Gracias a sus recursos hídricos, la región cuenta también con algunas plantas de producción hidroeléctrica. El turismo es una de las actividades importantes en varias regiones, principalmente en el centro de peregrinaje de Einsiedeln, que es asimismo un centro de deportes de invierno. Los ferrocarriles de montaña son famosos, en particular el del Rigi.
El producto más conocido en el mundo producido en Schwyz es la navaja suiza fabricada por Victorinox en la localidad de Ibach, en las cercanías del centro de Schwyz. Freienbach, en la parte septentrional del cantón, es conocida por tener los impuestos más bajos de toda Suiza, lo que atrae a un gran número de personas adineradas.

## Comunas
Las ciudades más grandes son Freienbach, Schwyz y Einsiedeln. El cantón está dividido en seis distritos y 30 comunas.

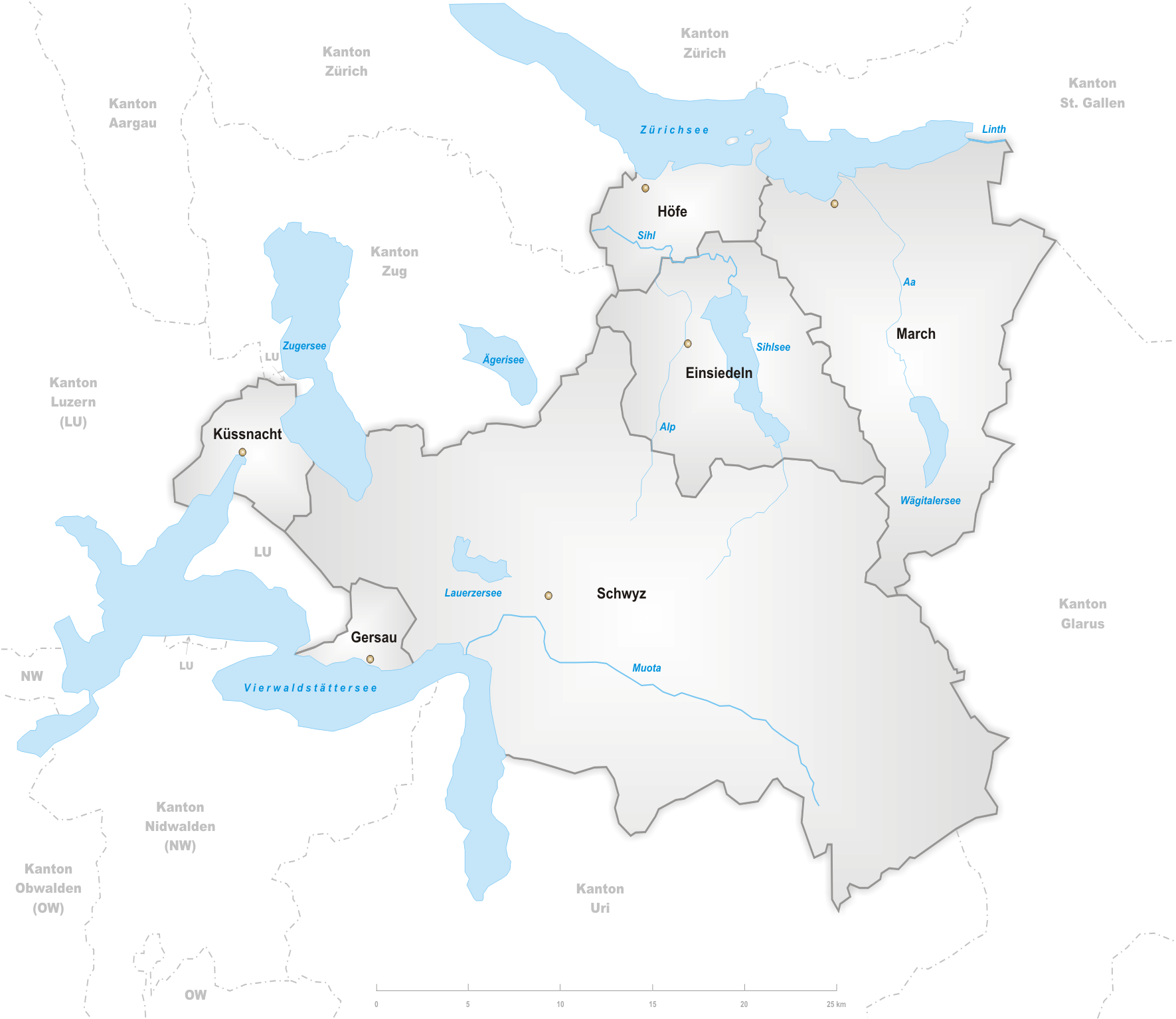
Distritos del cantón de Schwyz.

Los distritos son:
- Distrito de Schwyz
- Distrito de Einsiedeln
- Distrito de Gersau
- Distrito de Höfe
- Distrito de Küssnacht
- Distrito de March